# Common Interface
A DVB rendszerű digitális műsorszórásban a Common Interface (röviden CI, magyarul általános interfész) olyan technológia, amely lehetővé teszi a fizetős TV-csatornák dekódolását. Az előfizetéses szolgáltatást nyújtó műsorterjesztők megválaszthatják, hogy melyik titkosítási módszert alkalmazzák a rendszerűkben. Az általános interfész lehetővé teszi a televíziógyártók számára, hogy az általuk gyártott tévékészülékek több kódolási megoldást is támogassanak, mivel a CI-foglalatba szolgáltatónként más-más feltételes hozzáférésű modult (CAM) lehet csatlakoztatni. 
Az általános interfész a TV-tuner (TV vagy set-top box) és a TV-jelet dekódoló modul (CAM) között biztosít szabványos kapcsolatot. A CAM-modulba pedig az úgynevezett előfizetői kártyát kell helyezni, amely tartalmazza a hozzáférési kulcsokat és az engedélyeket. 
A TV vagy set-top box felel a TV-csatornák behangolásért és a rádiófrekvenciás jel demodulációjáért, a CAM pedig a  dekódolásáért. Az általános interfész teszi lehetővé számukra a kommunikációt egymással. Az összes általános interfésznek meg kell felelnie az EN 50221-1997 szabványnak. Ez a szabvány írja le, hogy a digitális vevőegységekben milyen módon működjön a CAM, így alkalmazkodva a műsorszórópiacon használt különféle titkosításokhoz. Az EN 50221 specifikáció többféle modult is definiál, de napjainkra a CAM vált egyeduralkodóvá. A DVB rendszerű digitális videó műsorszórás egyik fő erőssége a szükséges feltételes hozzáférési képesség megvalósítása az általános interfészen keresztül.

## Fordítás
Ez a szócikk részben vagy egészben  a   Common Interface című angol Wikipédia-szócikk ezen változatának fordításán alapul.  Az eredeti cikk szerkesztőit annak laptörténete sorolja fel. Ez a jelzés csupán a megfogalmazás eredetét és a szerzői jogokat jelzi, nem szolgál a cikkben szereplő információk forrásmegjelöléseként.